# L'Ami Giono
L'Ami Giono est une collection de 6 téléfilms français de 52 minutes, créée par Pierre Grimblat, diffusée du 11 mai 1990 au 15 juin 1990 sur Antenne 2. 

## Historique
Après le succès de la collection L'Ami Maupassant, TF1 commande à Pierre Grimblat une collection similaire concernant des nouvelles de Jean Giono. Entre-temps, la première chaîne est privatisée, et la nouvelle direction de TF1 ne souhaite plus diffuser le programme. Le format de 52 minutes des épisodes ne correspond plus à la programmation en prime time. Après trois ans d'attente, Antenne 2 se porte acquéreur et diffuse l'intégralité avant Apostrophes.

## Synopsis
Cette mini série raconte 6 épisodes :
Jofroi de la Maussan
Ennemonde
Solitude de la pitié
Onorato
Ivan Ivanovitch Kossiakoff
Le Déserteur

## Distribution
André Marcon
Ariane Ascaride
Bruno Raffaelli
Jeanne Moreau
Luciano Bartoli
Danièle Lebrun
Piotr Siwkiewicz
Christine Pascal
Armand Meffre
Marguerite Lafore
Gilberte Rivet
Jacques Bonnaffé
Jean-Claude Adelin
Roger Souza
Jean-Pierre Bisson
Jacques Serres
Bernard Fresson

## Épisodes
1. Jofroi de la Maussan, réal. Marcel Bluwal, diffusé le 11 mai 1990 sur Antenne 2
2. Ennemonde, réal. Claude Santelli, diffusé le 18 mai 1990 sur Antenne 2
3. Solitude de la pitié, réal. Marcel Bluwal,  diffusé en 25 mai 1990 sur Antenne 2
4. Onorato, réal. Marcel Bluwal,  diffusé en 1er juin 1990 sur Antenne 2
5. Ivan Ivanovitch Kossiakoff, réal. Fabrice Cazeneuve, diffusé le 8 juin 1990 sur Antenne 2
6. Le Déserteur, réal. Gérard Mordillat, diffusé le 15 juin 1990 sur Antenne 2